# 주의 (전한)
주의(周意, ? ~ ?)는 전한 초기의 제후로, 개국공신 주창의 손자이다.

## 행적
문제 전4년(기원전 176), 아버지 주개방의 뒤를 이어 분음후(汾陰侯)에 봉해졌다.
문제 후원년(기원전 163), 죄를 지어 작위가 박탈되었다. 가문은 동기 주좌거가 이었다.

## 출전
- 사마천, 『사기』 권18 고조공신후자연표(高祖功臣侯者年表)

| 전임 아버지 분음애후 주개방 | 전한의 분음후 기원전 175년 ~ 기원전 163년 | 후임 (폐지) |